# 别家沟墓群
别家沟墓群，位于中国甘肃省平凉市崆峒区，为一个省级文物保护单位，类型为古墓葬。
别家沟墓群的历史年代为汉、元。